# Schenectady Open 1988
Lo Schenectady Open 1988 è stato un torneo di tennis giocato sul cemento. È stata la 2ª edizione del torneo, che fa parte del Nabisco Grand Prix 1988 e della categoria Tier V nell'ambito del WTA Tour 1988. Il torneo si è giocato a Schenectady negli Stati Uniti dal 18 al 25 luglio 1988.

## Campioni

### Singolare maschile
Tim Mayotte ha battuto in finale  Johan Kriek con il punteggio di 5–7, 6–3, 6–2

### Singolare femminile
Gretchen Magers ha battuto in finale  Terry Phelps con il punteggio di 7–6, 6–4

### Doppio maschile
Alexander Mronz /  Greg Van Emburgh hanno battuto in finale  Paul Annacone /  Patrick McEnroe con il punteggio di 6–3, 6–7, 7–5

### Doppio femminile
Ann Henricksson /  Julie Richardson hanno battuto in finale  Lea Antonoplis /  Cammy MacGregor con il punteggio di 6–3, 3–6, 7–5